# Мартиненко Василь Васильович
Васи́ль Васи́льович Марти́ненко — солдат Збройних сил України.

## Нагороди
За особисту мужність, сумлінне та бездоганне служіння Українському народові, зразкове виконання військового обов'язку відзначений — нагороджений
- орденом За мужність III ступеня (3.11.2015).